# Gaiole in Chianti
Gaiole in Chianti es una localidad italiana de la provincia de Siena, región de Toscana, con 2 758 habitantes.
En 2008, la revista Forbes la eligió como el lugar más idílico de Europa para vivir.

Ubicación de la ciudad de Gaiole in Chianti dentro de la provincia de Siena.

## Evolución demográfica
| Gráfica de evolución demográfica de Gaiole in Chianti entre 1861 y 2001 |
|                                                                         |
| Fuente ISTAT - Elaboración gráfica por parte de Wikipedia               |